# Corni (Botoșani)
Corni é uma comuna romena localizada no distrito de Botoşani, na região de Moldávia . A comuna possui uma área de 71.12 km² e sua população era de 6695 habitantes segundo o censo de 2007.